# Gymnostachyum sanguinolentum
Gymnostachyum sanguinolentum là một loài thực vật có hoa trong họ Ô rô. Loài này được (Nees) T.Anderson mô tả khoa học đầu tiên năm 1860.